# Тексаска костенурка
Тексаските костенурки (Gopherus polyphemus), наричани също гоферови костенурки, са вид влечуги от семейство Сухоземни костенурки (Testudinidae).
Разпространени са в югоизточните части на Съединените американски щати. Достигат маса 6 килограма и дължина на черупката 41 сантиметра, но най-често се срещат екземпляри с маса 4 килограма и дължина на черупката 15 до 24 сантиметра. Хранят се с различна растителност и прекарват голяма част от живота си в прокопани от тях подземни тунели с дължина, достигаща до 15 метра.